# Alfa Romeo Nuvola
L'Alfa Romeo Nuvola è una concept car prodotta dalla casa automobilistica italiana Alfa Romeo ed esposta al salone dell'automobile di Parigi nel 1996.

## Il contesto
La vettura possiede una carrozzeria berlinetta a 2 posti che è basata su un telaio meccanizzato autoportante, architettura che permette di ottenere diverse soluzioni volumetriche. La Nuvola, oltre a essere un esercizio di stile, è quindi anche la base per un innovativo concetto di versatilità del veicolo, che abbatte i costi di produzione permettendo, nel contempo, di ricavare veicoli con carrozzeria totalmente diversa, pur mantenendo un unico telaio di partenza.
Questa filosofia venne accolta con molto stupore dal pubblico: era infatti molto difficile credere che da quel coupé sportivo a due posti secchi poteva essere ricavata una familiare partendo dallo stesso telaio. Questa soluzione progettuale al giorno d'oggi è sempre più usata da quelle case automobilistiche che puntano su diversi mercati e che hanno quindi l'esigenza di avere pianali versatili.

## Il design

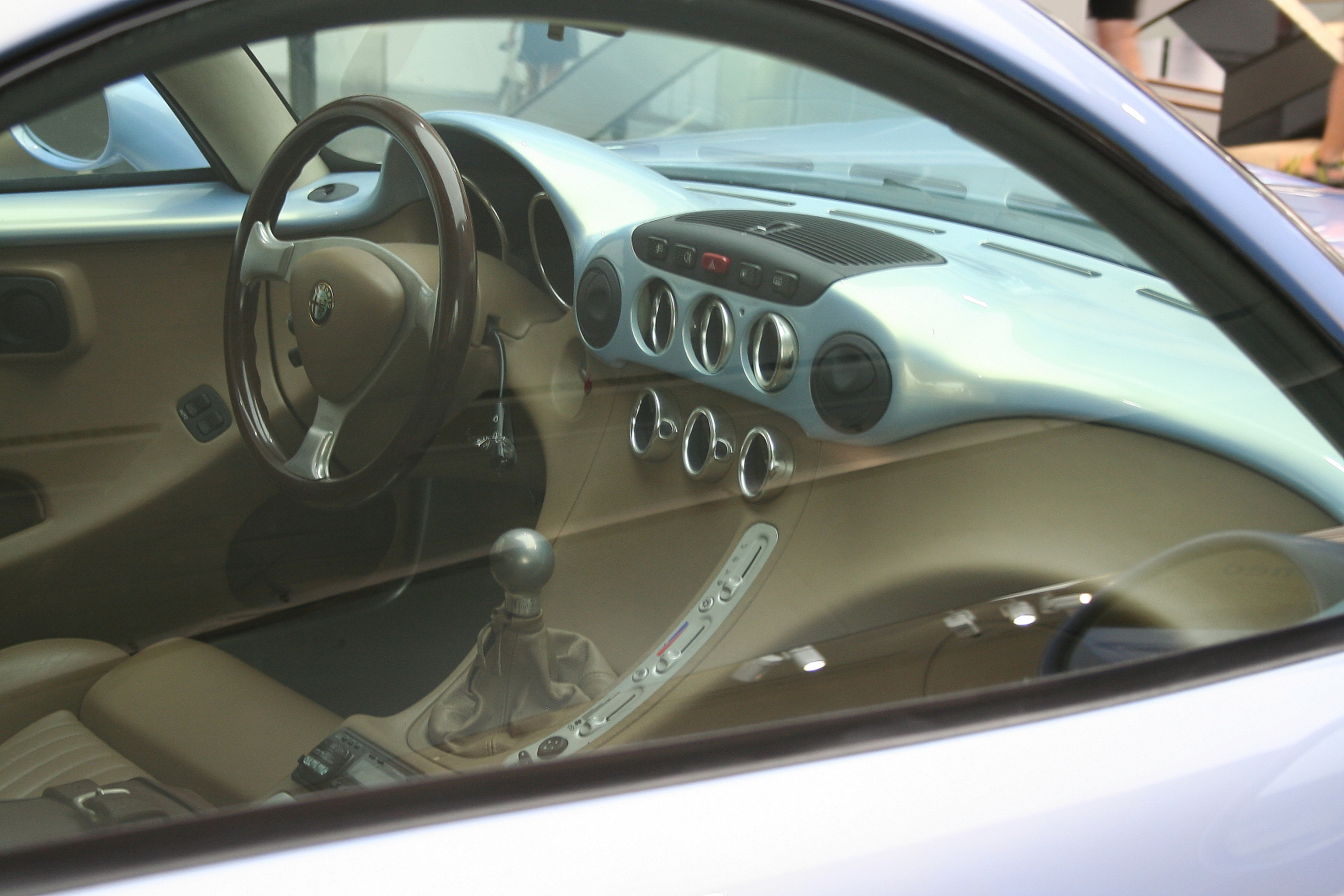
Gli interni

Il disegno del corpo vettura è stato realizzato dal Centro Stile Alfa Romeo, a suo tempo supervisionato da Walter de Silva, cui parteciparono attivamente anche Wolfgang Egger, Carlo Giavazzi, Filippo Perini (per gli esterni), Arcangelo Jeker, Daniele Masera (per gli interni) e altri membri del centro stile. La vettura venne presentata di color azzurro perché Paolo Cantarella, a quel tempo amministratore delegato del gruppo Fiat, decise di non voler esporre questa vettura con il classico rosso Alfa: di conseguenza si scelse "l'azzurro nuvola", anch'esso molto presente nella tradizione cromatica dell'azienda milanese.
Il nome "Nuvola" fu dato alla vettura per ricordare il pilota automobilistico Tazio Nuvolari e per dare l'idea di leggerezza, e quindi di velocità, nonché per la capacità delle nubi di cambiare forma rapidamente (che richiama la soluzione adottata per il telaio).
La Nuvola presenta molti richiami stilistici alle Alfa Romeo storiche, come la 8C 2900, la 6C 2500 “Villa d'Este”, la Giulietta Sprint Speciale e la 1900 Sprint, pur adattati a una linea contemporanea.

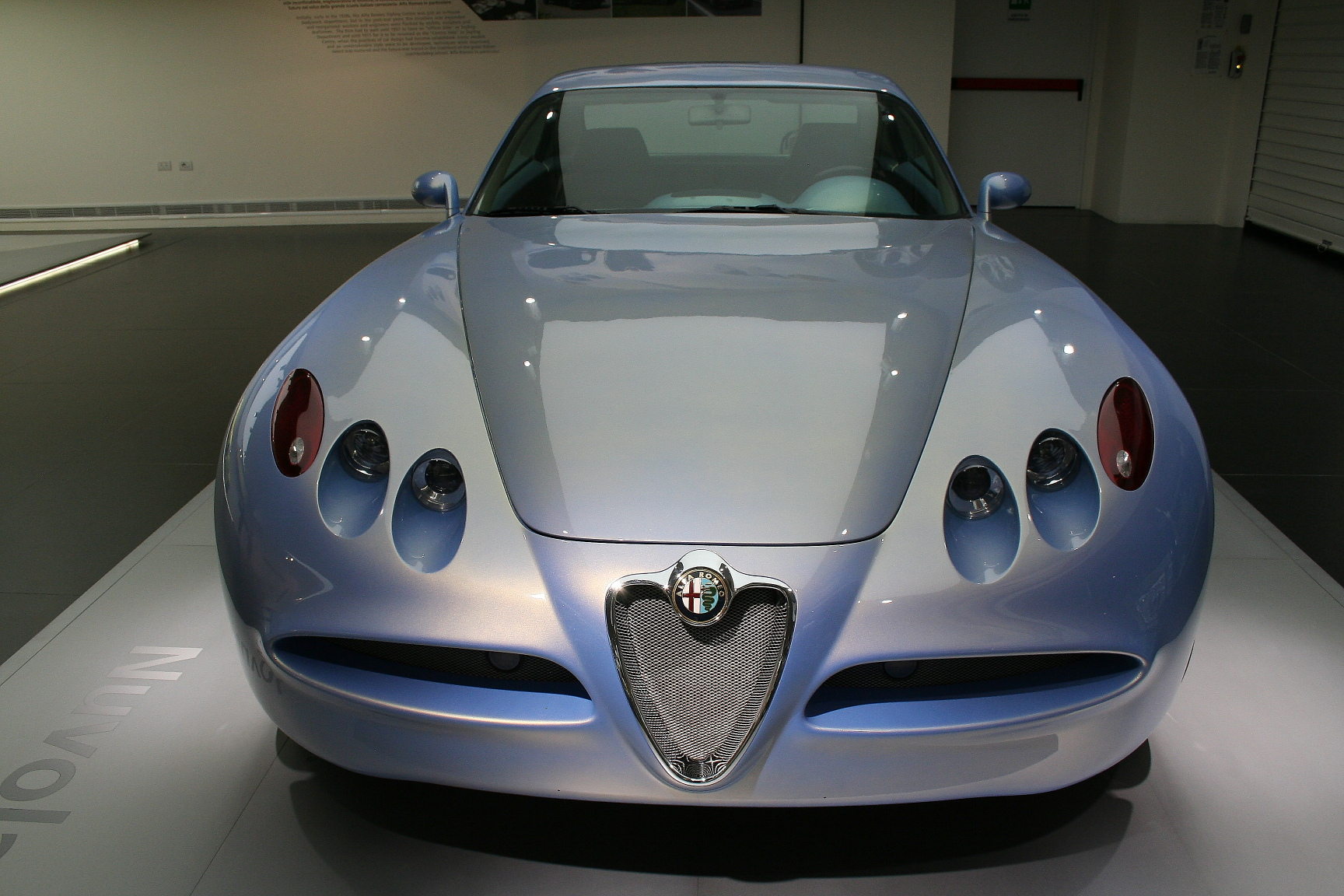
Vista frontale

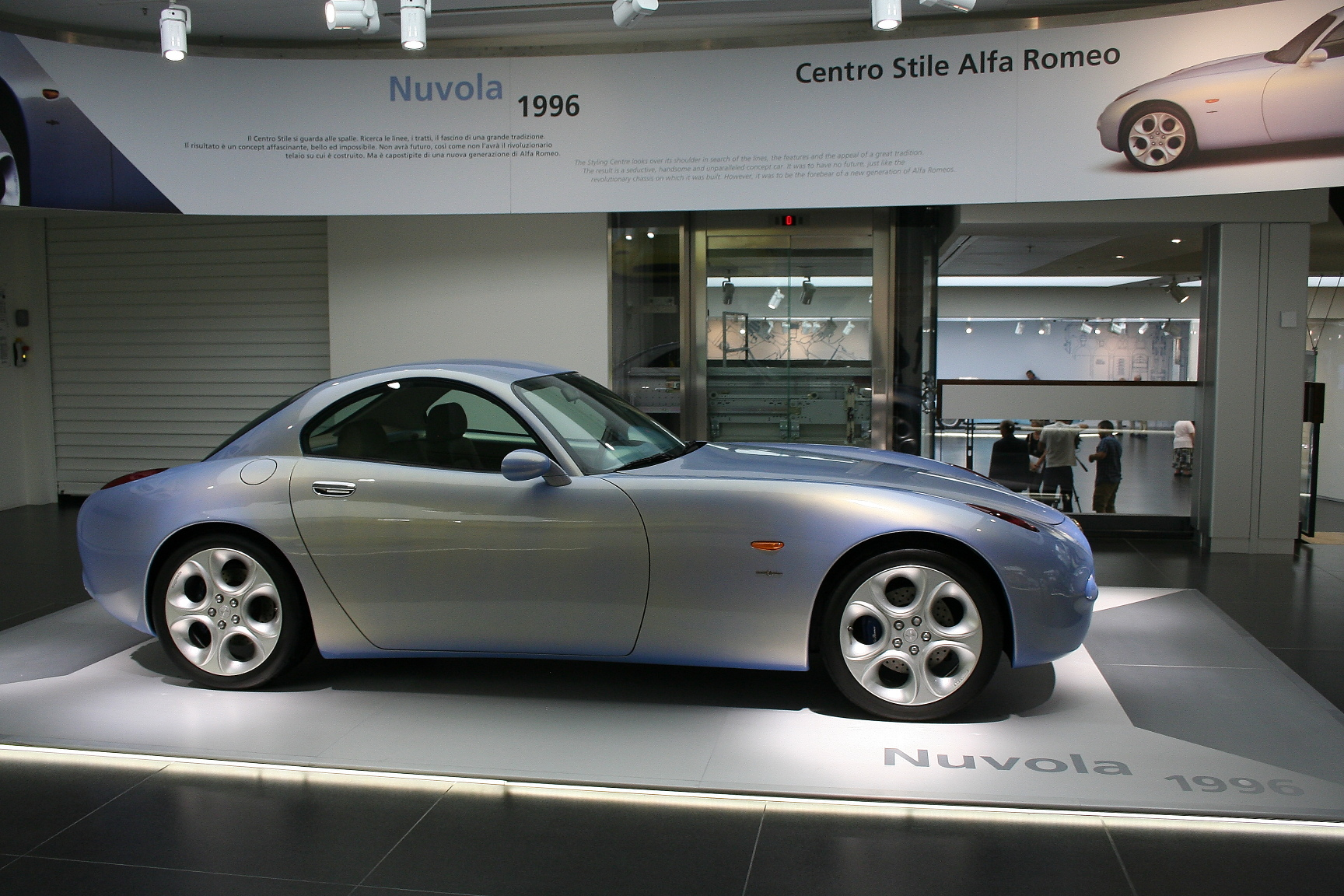
Vista laterale

La vettura è caratterizzata da un gruppo ottico formato da 4 fari tondi inglobati in altrettante gocce incavate direttamente nel corpo vettura, dalla forma molto allungata quasi a trasmettere la velocità delle gocce d'acqua durante una pioggia. Gli indicatori di direzione riprendono anch'essi la forma dei gruppi ottici, ma sono ricoperti da elementi arancioni in plastica trasparente. I fendinebbia invece sono inseriti in due grandi "baffi" scavati nel paraurti anteriore (così facendo il paraurti sembra non esserci, mantenendo pulita la linea della vettura), e molto vicini allo scudetto Alfa Romeo. Questa soluzione è stata ripresa nel 2003 dalla stessa Alfa Romeo con il concept Kamal.
L'auto è caratterizzata da un cofano anteriore molto lungo, bilanciato da un posteriore dalla coda molto sporgente, quasi a formare un terzo volume. Il posteriore è affusolato e contiene due gruppi ottici dalla forma quasi ellittica che utilizzano una tecnologia a diodi luminosi. Nel posteriore i due profili che racchiudono i terminali di scarico sono in rilievo riprendendo i "baffi" del paraurti anteriore.
Particolare curiosità riguarda il battistrada degli pneumatici, caratterizzato da un disegno realizzato dalla Michelin esclusivamente per l'Alfa Romeo; i cerchi sono da 18 pollici con pneumatico Michelin 235/40 ZR.

## Caratteristiche tecniche
Le dimensioni dell'Alfa Romeo Nuvola sono 4.286 mm di lunghezza, 1.859 mm di larghezza e 2.600 mm di passo. Le carreggiate sono 1.577 mm (l'anteriore) e 1.602 mm (la posteriore).
Il motore è il 6 cilindri a V di 60 gradi "Busso" da 2,5 L (2.492 cm³) di cilindrata, con due turbocompressori (uno per bancata), in posizione anteriore in grado di erogare 300 CV a 6.000 giri e 386 Nm a 3.000 giri. La trazione è a 4 ruote motrici, mentre il cambio è manuale a 6 rapporti. Il propulsore è capace di far arrivare il modello a 100 km/h da fermo in poco più di 5 secondi.
La velocità massima dichiarata dalla casa è di 280 km/h.